# Університет Рузвельта
41°52′34″ пн. ш. 87°37′31″ зх. д. / 41.8760026° пн. ш. 87.6251806° зх. д.
Університет Рузвельта є приватним університетом із кампусами в Чикаго та Шаумбурзі, штат Іллінойс. Заснований у 1945 році, університет був названий на честь президента Сполучених Штатів Франкліна Делано Рузвельта та першої леді Елеонори Рузвельт. В університеті навчається близько 4000 студентів між програмами бакалаврату та магістратури. Університет Рузвельта є домом для Чиказького коледжу виконавських мистецтв.
Найновіший навчальний корпус університету, Wabash, розташований у Чикаго-Луп. Це найвища навчальна будівля в Чикаго, друга за висотою навчальна будівля в Сполучених Штатах і четвертий за величиною навчальний комплекс у світі.